# Paris Saint-Germain Football Club
El Paris Saint-Germain Football Club, també conegut com a PSG o París-Saint Germain, és un club de futbol francès de la ciutat de París. El club va ser fundat el 12 d'agost de 1970 gràcies a la fusió del Paris Football Club i l'Stade Saint-Germanois.
Disputa la Ligue 1, màxima categoria del futbol francès, des de 1974, el rècord de més participacions de manera consecutiva del campionat en curs, sent l'únic equip francès que mai ha descendit i un dels equips més reconeguts del país després d'haver guanyat tretze Lligues, setze Copes, nou Copes de la Lliga i tretze Supercopes. És juntament amb l'Olympique de Marsella i l'Olympique de Lió, un dels tres clubs francesos que han guanyat un títol europeu, la Recopa d'Europa de 1996 i la Copa Intertoto de la UEFA de 2001. El club va ser nomenat Equip de l'any per la IFFHS el 1994 i va aconseguir el primer lloc en la classificació per equips de la UEFA el 1998.
L'estadi Parc dels Prínceps, amb capacitat per 48.712 espectadors, ha estat la seu del Paris Saint-Germain des de 1973, mentre que el Camp des Loges ha estat funcionant com a centre de formació per al club des de 1974. El Torneig de París ha estat organitzat pel PSG en el Parc dels Prínceps des de 1975. L'escut del club compta amb una silueta vermella de la Torre Eiffel amb el bressol reial de Lluís XIV en blanc per sota de la torre sobre un fons blau amb vora blanca. L'escut va inspirar a Daniel Hechter a dissenyar la tradicional samarreta del club, blau amb una barra vermella vertical central emmarcada per orles blanques. El PSG va presentar el seu himne oficial i la mascota el 2010. Allez Paris Saint-Germain, amb la melodia de "Go West" de Pet Shop Boys, va ser llançat com l'himne oficial abans de cada partit en el Parc dels Prínceps. La lletra de "Go West" va ser reescrita posteriorment amb suggeriments fets pels afeccionats. "Germain el linx" es va donar a conèixer com la nova mascota del club de la capital. El PSG compta amb una secció femenina de futbol des de 1971.
El club de la capital manté una intensa rivalitat amb l'Olympique de Marsella, amb qui disputa el partit de futbol més famós a França, conegut com Le Classique. El París Saint-Germain és el segon club de futbol més seguit de França després del seu rival de Marsella. La mitjana d'afluència en els partits com a local del Paris Saint-Germain en la temporada 2015-16 va ser de 46.160 espectadors, el més alt de la Lliga.
Qatar Investment Authority es va convertir en l'únic accionista del Paris Saint-Germain el 2012 després de comprar el 30% restant de Colony Capital i Butler Capital Partners. Qatar Investment Authority ja havia comprat el 70% de participació de control de Colony durant l'any anterior. El preu de transferència del saldo d'accions de Colony va ser de 100 milions d'euros. El president del Paris Saint-Germain és Nasser Al-Khelaifi. Després de la presa de possessió de la companyia de Qatar, el Paris Saint-Germain es va convertir en el club més ric de França i un dels clubs més rics del món. "Ici, c'est Paris!" i "Paris est magique!" són els lemes més populars del club.

## Història
El club va ser fundat l'agost de 1970 com a resultat de la fusió del Paris FC (un club que havia estat fundat poc abans) i l'Stade Saint-germanois (de Saint-Germain-en-Laye), que havia estat fundat el 1904, raó per la qual sovint es dona aquesta com a fundació del club. El naixement d'aquest club marcà el retorn dins de l'elit d'un club de la capital francesa després de la davallada d'entitats com el R.C. Paris, Red Star i Stade Français, entre d'altres. El nou club jugà a la segona divisió francesa la temporada 1970–71, aconseguint l'ascens a la màxima categoria en aquesta primera temporada.

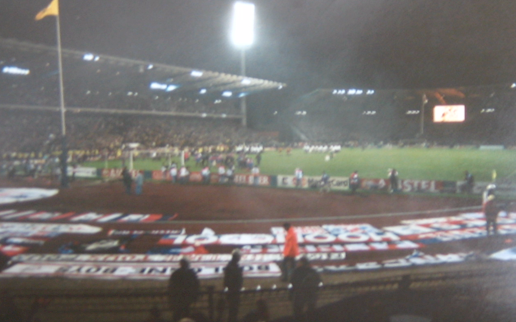
PSG-Rapid Vienna el 1996

Després d'acabar 16è el 1971–72 el club es dividí. Sota la pressió de l'alcaldia de París per eliminar la referència a Saint-Germain, la part professional s'uní al C.A. Montreuil i romangué a la primera divisió com a Paris F.C., mentre que la part amateur continuà a tercera divisió com a Paris Saint-Germain. El PSG ascendí a la D2 el 1972–73 i retornà a l'estatus professional, aconseguint l'ascens a primera l'any següent. Curiosament, el Paris FC perdé la categoria aquell any. El PSG començà a jugar al Parc des Princes, que havia estat seu del Paris F.C.
El club es manté a primera divisió des del 1974, guanyant la lliga dos cops, 1985-86 i 1993-94. També guanyà la copa de França set cops (1982, 1983, 1993, 1995, 1998, 2004 i 2006). A Europa, aconseguí guanyar la Recopa el 1996
El 1991 PSG fou comprat per la cadena televisiva francesa Canal Plus. L'abril de 2006 fou venut a un consorci d'inversió format per les companyies Morgan Stanley, Colony Capital i Butler Capital Partners per una suma de 41 milions d'euros.
A principis dels la dècada del 2000, el PSG va produir molts talents, entre ells Ronaldinho i Pauleta, però va tenir problemes per mantenir els èxits aconseguits els anys anteriors. Això va canviar el 2011, però, amb l'arribada dels nous propietaris Qatar Sports Investments (QSi) i el nou president del club, Nasser Al-Khelaifi. QSi va establir un projecte extremadament ambiciós per portar el club al màxim nivell del futbol europeu.
Encapçalat per l'arribada de l'estrella Zlatan Ibrahimović, el PSG va aconseguir quatre títols de lliga, tres de Copes de França, quatre Copes de la Lliga i cinc supercopes franceses. El club va seguir construint aquest èxit amb el fitxatge més car de la història, Neymar, i el del prodigi francès Kylian Mbappé de 18 anys, el 2017.

### Origen després de la fusió i primers anys
Fundat el 12 d'agost de 1970, després de la fusió dels equips Paris Football Club (fundat el 1969 i, més tard, escindit del PSG, formant-se com a nou equip) i l'Stade Saint-Germain (fundat el 1904), el reanomenat com París Saint-Germain Football Club va representar tant a la ciutat de París com a la propera comuna de Saint-Germain-en-Laye. A causa que hi havia una gran quantitat d'habitants desitjosos de veure a un gran club vestint els colors de la capital, l'equip va créixer institucionalment a un alt ritme. Coneguts com «els rouge-et-bleu» a causa dels seus colors en la vestimenta, van aconseguir arribar a la primera divisió de França o Division 1 quatre anys després, a la fi de la dècada de 1970.
El club es va proclamar campió de la Copa de França el 1982 i 1983, abans de guanyar el títol nacional de lliga per primera vegada el 1986, campionat que li va donar accés a competir a Europa donant lloc a alguns partits destacables, sobretot amb la Juventus de Torí.

### Fugaç època d'esplendor i pèrdua d'influència

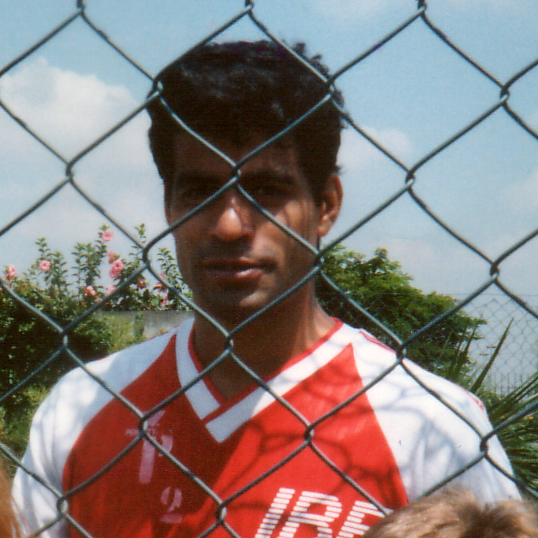
Raí, un dels referents de l'equip en els anys 1990.

Tan important com aquests èxits va ser la dècada de 1990, amb el club entrant en la seva primera gran etapa esportiva després de l'arribada del patrocinador Canal +, que va comprar el club al maig de 1991. A partir d'aquest moment, es va beneficiar d'una important inversió sent una de les més importants la contractació del davanter Raí procedent del Sao Paulo, llavors bicampió de la Copa Libertadores, i el major capital de l'equip va ser capaç de fixar grans objectius. En el període entre 1992 i 1998 van disputar dues finals de la Recopa d'Europa, en una de les quals es va proclamar campió l'any 1996, a més d'arribar a les semifinals de la Lliga de Campions de la UEFA i de la Copa de la UEFA en dues ocasions. En les competicions nacionals els resultats van ser també satisfactoris i va guanyar el seu segon títol de Lliga, tres Copes de França, dues Copes de la Lliga i dues supercopes de França.
Des de 1999, i durant gran part de la dècada del 2000, el Paris Saint-Germain va tenir èxits momentanis guanyant 2 títols de la Copa de França i 1 Copa Intertoto, tenint com a gran referent en aquest torneig al brasiler Ronaldinho. Fins a la temporada 2007-08, quan va guanyar la Copa de la Lliga d'aquest any, el PSG no havia tornat a tenir protagonisme esportiu, la qual cosa va portar a l'equip parisenc a una crisi de resultats que es van tornar freqüents; inclusivament, va arribar a ocupar el novè lloc de la Ligue 1 en les temporades 2004-05 i 2005-06 i en la temporada 2006-07 va acabar en el quinzè lloc, quedant a només tres punts del descens. Ni tan sols la venda de l'equip, per part de Canal+ a Colony Capital, Butler Capital Partners i Morgan Stanley, va evitar que l'equip continués amb la pèrdua d'impuls en la lliga, finalitzant en la posició 16, novament a tres punts de la zona de descens. La temporada 2008-09, va recuperar certa regularitat i va estar a prop de guanyar el títol durant la major part de la temporada, però un mal final li va situar en sisè lloc i fora de competicions europees. Colony Capital va adquirir totes les accions de Morgan Stanley, convertint-se el primer en propietari del 95% del club. La temporada 2009-10 es va convertir en la primera vegada en la història del futbol francès que, tant les seccions masculines com les femenines del club, guanyen dues copes nacionals del país en el mateix any.

### La inversió de Qatar

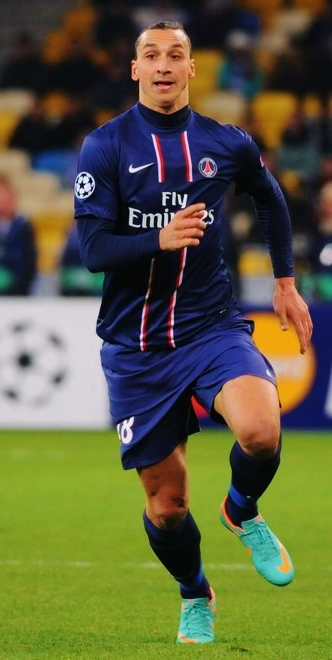
Ibrahimović, màxim golejador històric del club fins a 2018.

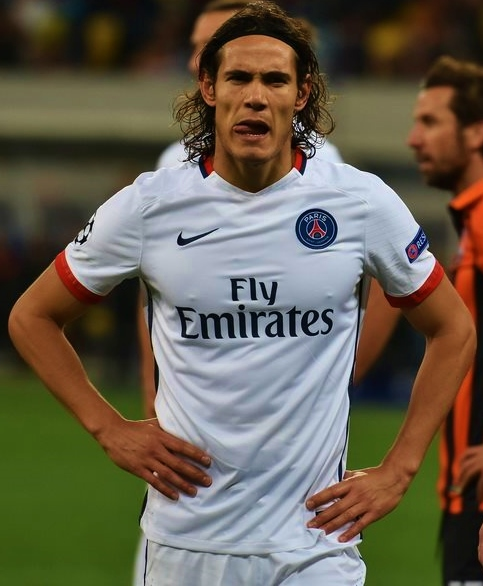
Cavani, màxim golejador històric del club des de 2018.

El rumb del club va millorar el 2011 quan el grup Qatar Investment Authority (QIA) va comprar el 70% de l'equip, el qual es va comprometre a recolzar econòmicament la reconstrucció del club per guanyar la Lliga de Campions de la UEFA, el gran objectiu de l'inversor de Qatar. La direcció esportiva del club, a través dels seus nous propietaris, van finançar la compra de nombrosos jugadors de qualitat en els mesos següents com Diego Lugano, Kevin Gameiro, Javier Pastore, a més de contractar a Leonardo com a director esportiu i a Carlo Ancelotti com a entrenador. Els resultats es van traduir en un segon lloc en la temporada 2011-12, establint un rècord per a un club en segon lloc amb 79 punts, després d'haver estat líder en la primera volta sota la direcció d'Antoine Kombouaré. Els seus resultats en la Copa de la Lliga i la Copa de França no van ser els millors en ser eliminat en rondes de Vuitens i Quarts de final respectivament.
En la següent temporada, QIA es fa amb el 30% restant de mans de Colony Capital convertint-se en l'amo absolut de l'equip parisenc, qui li va injectar més recursos reforçant-ho amb més fitxatges de renom com Thiago Silva, Ezequiel Lavezzi i Zlatan Ibrahimović, sent el clar dominador de la temporada 2012/13 proclamant-se campió, guanyant així el seu tercer títol de lliga. En l'edició de la Lliga de Campions va ser eliminat en els Quarts de final per la regla del gol de visitant a les mans del Futbol Club Barcelona. En la Copa i la Copa de la Lliga va ser eliminat, en tots dos tornejos, en ronda de Quarts de final per la via del punt de penal.
Després de coronar-se en la Supercopa de França, el PSG es va proposar novament l'assalt per obtenir la Lliga de Campions en la temporada 2013-14. Per a això va comptar amb encara més reforços, com Edinson Cavani o Marquinhos. Laurent Blanc va ocupar la vacant d'Ancelotti, qui va recalar en el Reial Madrid Club de Futbol. Malgrat començar la temporada 2013/14 amb dos empats, els parisencs van millorar i es van proclamar campions d'hivern amb 44 punts, tres més que l'AS Mònaco, i una sola derrota. No obstant això va ser eliminat de la copa, contra tot pronòstic, pel Montpellier Hérault Sport Club; i en la Lliga de Campions va ser novament eliminat en Quarts de final per la regla del gol de visitant, aquesta vegada a les mans del Chelsea Football Club. En contraposició, es va proclamar campió de la Copa de la Lliga per quarta vegada en la seva història i va revalidar el títol de la Ligue 1, superant el rècord de punts d'un campió francès (l'Olympique de Lió en la temporada 2005/06) i també el de victòries.

### Actualitat

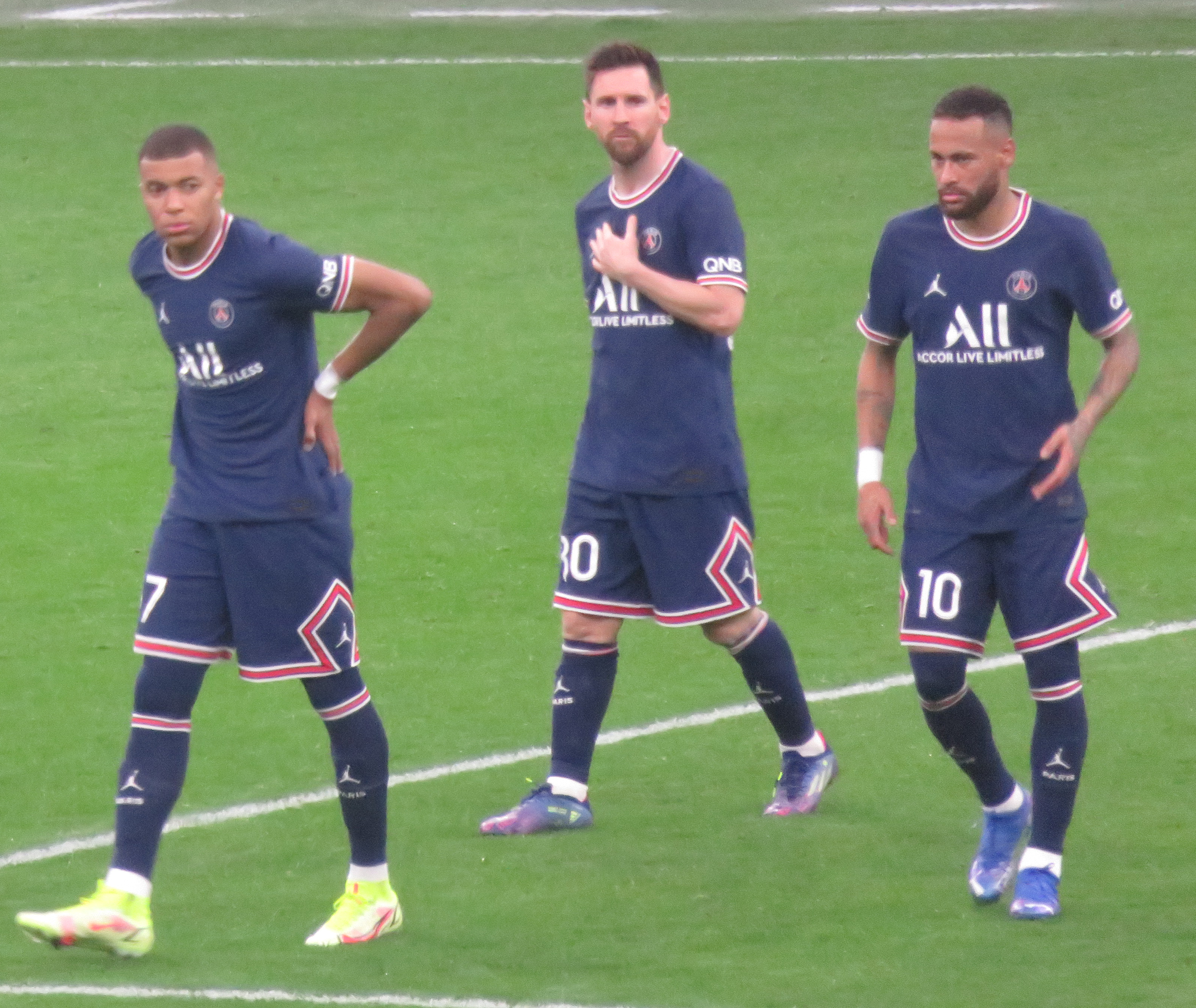

Enfocat de nou en l'èxit internacional i després de vèncer en la seva onzena Supercopa de França —cinquena consecutiva—, va contractar al jugador del FC Barcelona Neymar com a nou estendard esportiu del club, amb el principal objectiu de guanyar la Lliga de Campions. La xifra de l'operació es va estipular segons els mitjans esportius en més de 220 milions d'euros, rècord a nivell mundial pel traspàs d'un futbolista. Poc temps després el club va anunciar la incorporació de Kylian Mbappé procedent de l'Mònaco, qui prèvia condició de préstec, va suposar un nou desemborsament estimat en més de 180 milions d'euros. Ambdues operacions van suscitar el recel de la resta de clubs i dels estaments administratius sobre la base del compliment del fair play financer i va sumir al club en una investigació, per part de la UEFA, per determinar si el club es finançava il·legalment del seu grup associat Qatar Investment Authority, fet prohibit i penat pel màxim organisme europeu, investigació que va concloure al juny de 2018 sense trobar irregularitats en els llibres comptables del club; així i tot, la UEFA va mantenir el seguiment als dos traspassos que van originar la investigació. En l'esportiu, es va consolidar novament com el millor equip en el campionat domèstic mercè sobretot als gols marcats pel seu davanter Cavani, qui el gener de 2018 va superar a Ibrahimovic com el màxim realitzador històric de la història de l'entitat. No va superar no obstant això el registre de gols per partit del jugador suec, qui va deixar el club amb una mitjana de 0.87 punts per partit, millor als 0.69 de l'uruguaià.
Quant a Neymar, qui per gols i assistències estava sent el jugador més destacat de l'equip amb uns registres molt superiors als assolits fins llavors en la seva carrera, va sofrir una lesió en un partit enfront de l'Olympique de Marsella previ al partit de tornada dels Vuitens de Final de la Lliga de Campions. Després d'especular-se que podria recuperar-se abans del decisiu partit enfront del Reial Madrid Club de Futbol havent de voltejar un 3-1 advers, finalment se li va diagnosticar una lesió greu de fractura del cinquè metatarsià del peu dret, operant-se amb un període estimat de baixa de tres mesos que li va privar disputar el partit. Després del procés quirúrgic es va especular novament amb la seva possible sortida del club, controvèrsia present des de la seva arribada al club. El citat partit, disputat el 6 de març en el Parc dels Prínceps i, declarat pel mateix entrenador espanyol del club com a "històric", va ser el sisè intent consecutiu del club per poder guanyar el torneig continental des de l'arribada dels inversors de Qatar, els qui es van proposar aquesta meta quan van comprar l'equip sense èxit fins al moment (la millor actuació del PSG en la Lliga de Campions va ser en la temporada 1994-95, on van arribar a les semifinals quan el propietari de l'equip era Canal +). Malgrat els esforços des de tots els estaments del club, qui fins i tot va permetre l'entrada a l'estadi d'afeccionats «ultra», va caure per 1-2 en el partit de tornada i va ser eliminat novament de forma prematura en el torneig, provocant un període reflexiu en el club pel que concerneix els seus objectius i la seva planificació esportiva. A nivell local va obtenir un nou triplet francès (tercer en la seva història); encara així, això no va evitar la sortida d'Unai Emery com a entrenador al no aconseguir la Lliga de Campions, arriba a reemplaçar-ho l'alemany Thomas Tuchel, així com l'afirmació de part de Nasser Al-Khelaifi sobre la continuïtat de Neymar en la institució parisenca, descartant d'aquesta manera els rumors de la seva probable arribada al Reial Madrid.

## Símbols

### Història i evolució de l'escut

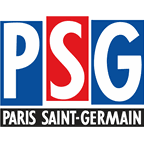
Transformació de l'escut en sigles representatives (1992-96).

El primer escut del Paris Saint-Germain va aparèixer el 1970 i consistia en una bola i un buc, que són dos poderosos símbols de París, i va ser utilitzat durant les següents tres temporades. L'escut va ser canviat a l'actual i "històric" el 1973: la silueta vermella de la Torre Eiffel, el bressol reial blanc de Lluís XIV entre les seves potes sobre un fons blau amb vora blanca i la Flor de lis. Era la primera vegada que els símbols de París i Saint-Germain-en-Laye van estar representats en el mateix escut. Segons l'ex entrenador Robert Vicot, l'escut, encara que reclamat per Daniel Hechter, va ser creat per l'entrenador amateur i dissenyador professional Sr. Vallot.
L'escut, en part, va inspirar a Hechter a dissenyar la samarreta històrica del PSG. L'escut representa París a través de la Torre Eiffel i Saint-Germain mitjançant el bressol reial pres del seu escut d'armes. Lluís XIV va néixer al Château de Saint-Germain. L'escut també reflecteix principalment la fusió de dos clubs, el Paris FC i l'Stade Saint-Germain, en el nou club. L'antic principal accionista del PSG, Canal+, va ser el primer a tractar de reemplaçar l'escut històric el 1992. El nou model tenia les sigles "PSG", i sota ella "Paris Saint-Germain". Això va provocar la ira dels afeccionats i el seu escut tradicional va tornar a la samarreta del club. No obstant això, el disseny de Canal+ va persistir i es va utilitzar, principalment, en el sector de comunicació del club fins a 1996.
Al febrer de 2013 el club va presentar el nou escut del club, el primer que va dissenyar la nova direcció del Paris Saint-Germain sota el patronatge de Qatar Investment Authority. L'escut manté la seva forma circular, però la paraula "Paris" queda sola en la part superior del cercle, en caràcters més grans, i Saint-Germain apareix en la part inferior, en caràcters menys visibles. Aquest nou disseny, segons va afirmar el seu president Nasser Al-Khelaifi, es correspon amb la nova idea de fer del club "una de les majors marques mundials de l'esport". El canvi més notable es troba en l'eliminació del bressol reial sota la Torre Eiffel, on en el disseny actual només es troba ara la Flor de lis en el centre.
El primer escut del club (conegut com el logotip del Paris FC) va aparèixer el 1970 i es va utilitzar durant les següents dues temporades. Va consistir en una pilota blava amb un vaixell en el seu interior, símbols de gran abast de París. Després de la separació del Paris FC el 1972, el Paris Saint-Germain FC va crear el seu emblema històric, conegut com el logotip de la Torre Eiffel. Consistent en una silueta vermella de la torre amb el bressol del rei francès Lluís XIV i la flor de lis en blanc sota la mateixa, amb fons blau i vora blanca.
Vermell, blau i blanc són els colors tradicionals del club. El vermell de la Torre Eiffel i el blau del fons representen els dos colors de París. El blanc és una indirecta a l'escut d'armes de Saint-Germain-en-Laye i és també el color de la reialesa. El bressol i la flor de lis recorden que Lluís XIV va néixer a Saint Germain-en-Laye el 1638.
Segons l'ex director del PSG, Robert Vicot, el president del club Daniel Hechter va presentar la Torre Eiffel en la insígnia. No obstant això, va ser un dibuixant anomenat Mr. Vallot qui va tenir la idea de col·locar el lloc de naixement de Lluís XIV entre les cames de la torre. L'antic accionista del club, Canal +, va ser el primer a reemplaçar la insígnia històrica el 1994. El nou model tenia l'acrònim "PSG" i sota ell "Paris Saint-Germain". Però, sota la pressió dels seguidors, la insígnia històrica va tornar el 1995.
La insígnia històrica va rebre un canvi d'imatge el 2013. El llavors president Nasser Al-Khelaifi va aprovar un nou disseny, i l'accionista principal del club Qatar Sports Investments va voler aprofitar al màxim l'atractiu global de la ciutat i la nova insígnia va posar en evidència el nom "PARIS", que està escrit en grans lletres en negreta. A més d'això, el bressol que va marcar el naixement de Lluís XIV va ser rebutjada i en el seu lloc la flor de lis se senta únicament sota la Torre Eiffel en color daurat. A més, l'any de fundació 1970 va fer lloc amb "Saint-Germain" prenent el seu lloc en la part inferior.

## Indumentària

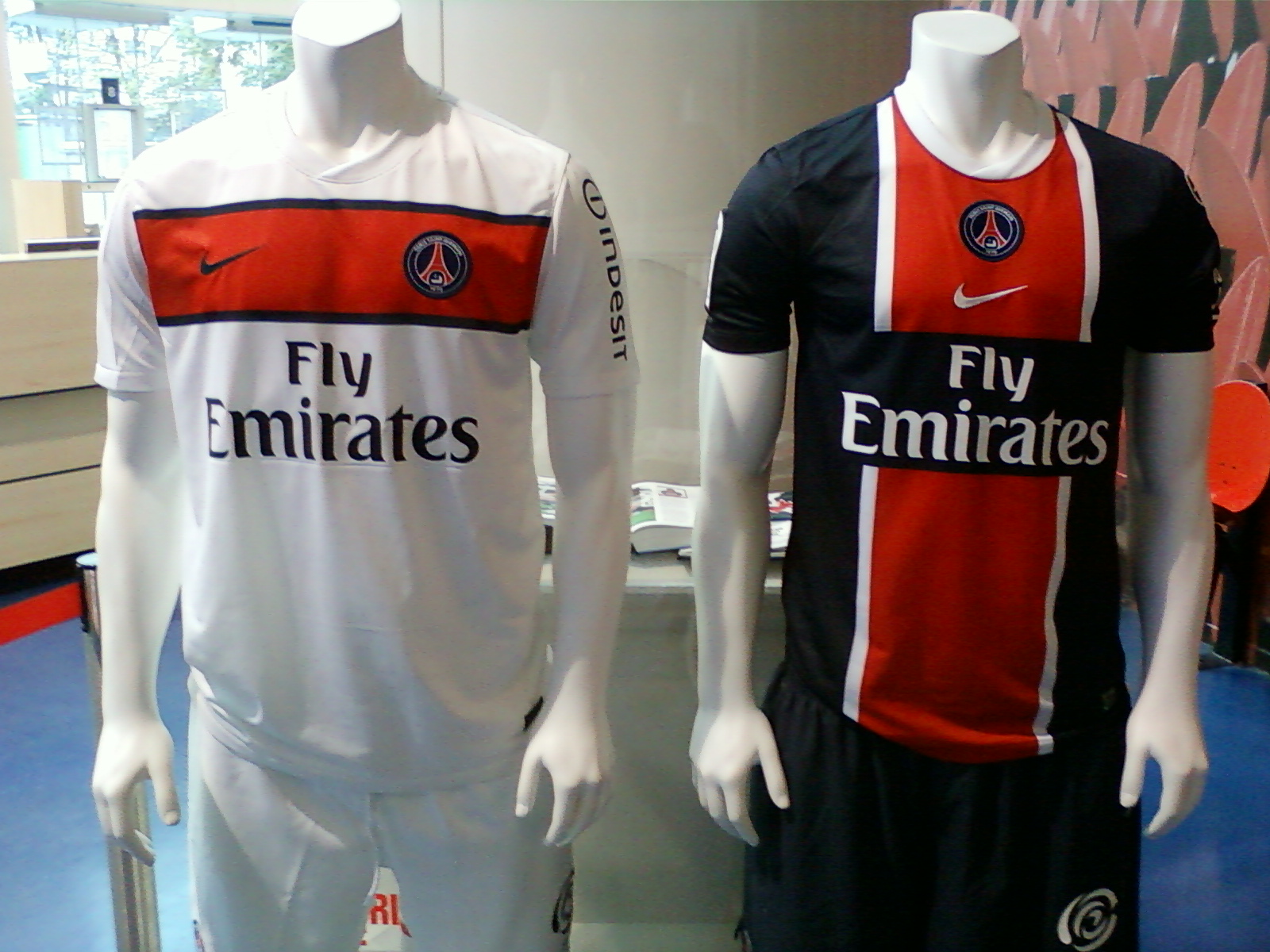
Segon (esquerra) i primer (dreta) equipament de la temporada 2011-12.

L'Stade saint-germanois va jugar, principalment, de color blanc fins a 1970. No obstant això, després de la fusió amb el Paris Football Club, el PSG va adoptar els colors vermell i blau de París juntament amb les línies blanques de l'Stade Saint-Germain. La primera samarreta del PSG el 1970 va ser de color vermell amb pantalons blancs i mitges blaves. Els colors blanc i blau es van repetir en el coll i els punys. El logotip del club se situava en el cor. El 1970-1971, el logotip del proveïdor, Le Coq Sportif, no era visible, mentre que sí ho va ser en la temporada següent. Altres canvis de samarreta pel que fa a la campanya anterior va ser el coll en forma de V. Els pantalons blancs i les mitges blaves romanen sense canvis.
El 2010, amb motiu del 40è aniversari de la fundació del club, l'equipament va tornar als seus orígens de 1970, amb samarreta vermella, pantalons blancs i mitges blaves. La samarreta habitual del club va passar a ser l'equipament de visitant.
Le Coq Sportif va ser el proveïdor del PSG des de 1970 a 1975, any en què Adidas es va fer càrrec de la campanya 1975/76, abans de tornar Le Coq Sportif el 1976/77 fins a 1986. Adidas va ser el proveïdor del club fins a 1989, data de la signatura amb Nike fins a l'actualitat.

### Evolució de l'uniforme
| 1970–1973 | 1973–1981 | 1981–1990 | 1994–2001 | 2001–2005 | 2005–2006 | 2006–2007 | 2007–2008 | 2008–2009 | 2009–2010 |  |  |  |  |

## Infraestructura

### Estadi
L'Stade Georges Lefèvre del Camp des Loges va ser el principal estadi de l'Stade Saint-Germain fins a la fusió del club amb el París FC per a formar el Paris Saint-Germain el 1970. Fins i tot, va seguir sent la seu del nou PSG quasi fins a 1974. El Camp des Loges es va convertir en el centre d'entrenament del Paris Saint-Germain el 1974. Alberga sessions d'entrenament per al primer equip i també serveix com a instal·lació de l'equip reserva, l'acadèmia de juvenils i els equips femenins, que juguen els seus partits com a local a l'Stade Georges Lefèvre. El Camp des Loges va ser renovat totalment el 2008.
El Paris Saint-Germain es va convertir en l'únic inquilí del Parc dels Prínceps al juny de 1973. El seu primer partit en el Parc dels Prínceps va ser en un derbi contra el Red Star parisenc, el 10 de novembre de 1973. Canal+, el llavors holding del club, es va fer amb el SESE, l'empresa que té la concessió del Parc dels Prínceps, el 1992. La ciutat de París va ampliar la concessió de l'estadi per 15 anys el 1999. El Paris Saint-Germain es va fer càrrec per complet del Parc dels Prínceps i la seu del club de la capital va ser traslladada a un nou edifici d'oficines a l'estadi el 2002. La major assistència mitjana com a local del Paris Saint-Germain es va registrar durant la temporada 1999-00 amb 43.185 espectadors per partit. L'assistència rècord a casa del Paris Saint-Germain és de 49.407 espectadors i va ser registrat en els quarts de final de la Recopa d'Europa contra el Waterschei belga el 1983.

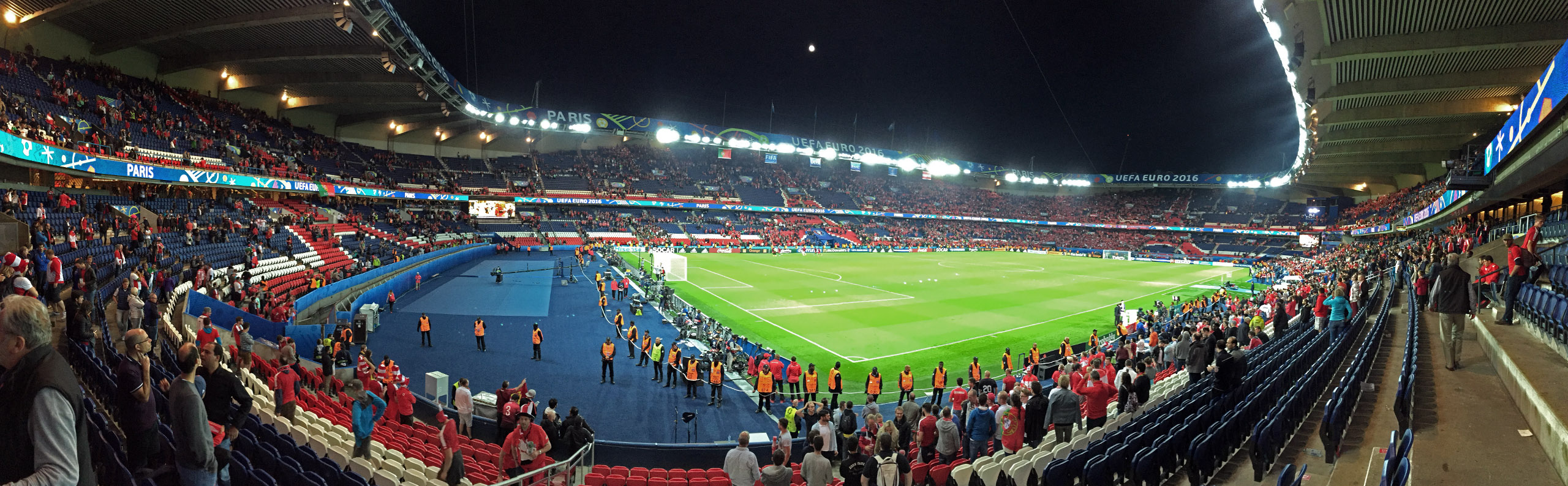
Panoràmica del Parc dels Prínceps.

## Àrea social i dimensió sociocultural

### Afició

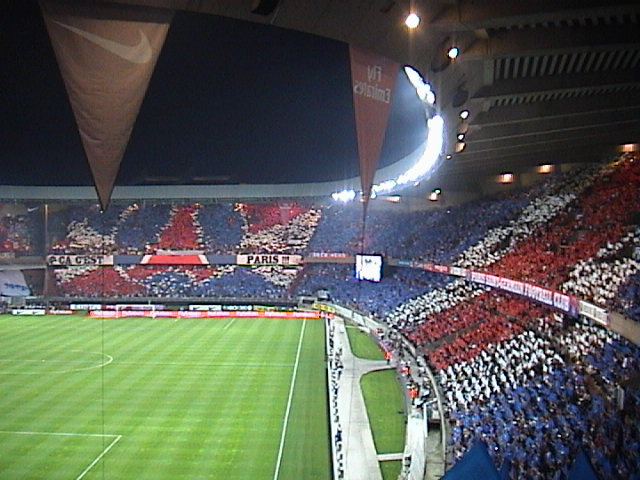
Afició del club.

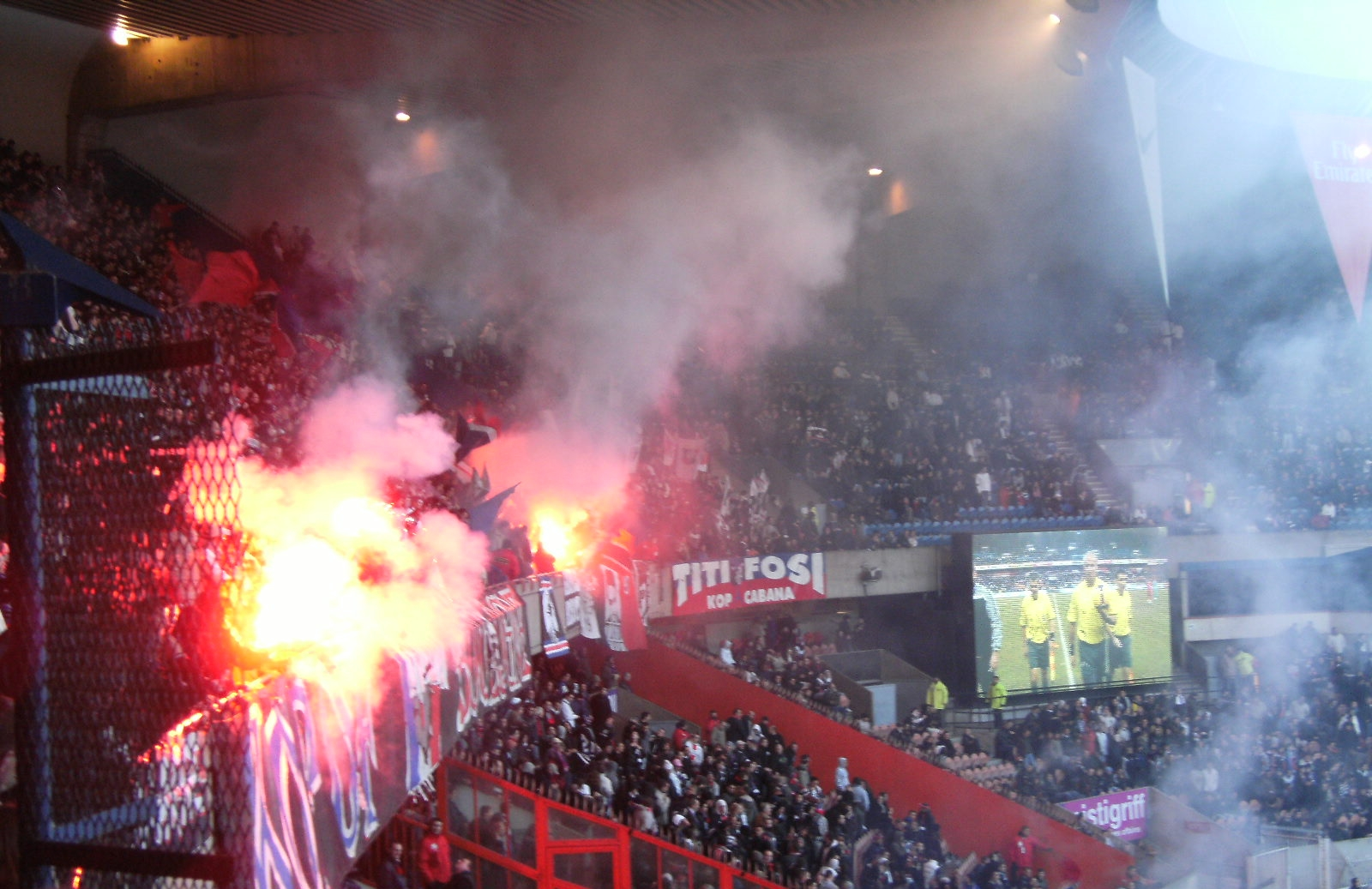
Afició amb bengales.

El Paris Saint-Germain gaudeix d'una gran popularitat a França. El PSG és també un dels clubs de més ampli suport francès en el món. L'expresident francès, Nicolas Sarkozy, és un dels afeccionats més destacats del club. El club de la capital és conegut per atraure el seu suport tant d'integrants d'extrema dreta, nacionalistes blancs i la població multi-ètnica de l'Île de France. Durant la dècada de 1970, el París Saint-Germain es va esforçar per atraure a una fervent base de seguidors al Parc dels Prínceps i així va decidir oferir bitllets barats als joves. L'oferta va ser un gran èxit i els nous afeccionats, influenciats per la famosa tribuna del Liverpool FC, Spion Kop a Anfield, i van crear el grup d'afeccionats Kop of Boulogne (KoB), influenciat per la cultura hooligan britànica. Aquests afeccionats formen el grup ultra més notori del futbol francès. El gamberrisme del KoB ha sigut sinònim de violència, racisme i feixisme des de la dècada de 1980, quan els skinheads es van fer càrrec de part d'aquella tribuna, donant connotacions d'extrema dreta. Es van formar bandes independents a KoB unides sota un logotip inspirat en els hooligans anglesos: el cap d'un buldog en un mapa tricolor de França. Els Nois de Boulogne, un altre d'aquests grups, es va formar el 1985. El KoB es va convertir en el punt de trobada no solament dels afeccionats més lleials del Paris Saint-Germain, sinó també dels més extremistes. El Parc dels Prínceps es va fer conegut com l'estadi més hostil de tota França.
Malgrat que el Paris Saint-Germain va guanyar la lliga el 1986, l'equip va gaudir del seu pitjor rècord d'assistència en la màxima categoria el 1991. La premsa va considerar que la violència a l'estadi era la culpable. Aquesta tardor, el consell del Paris Saint-Germain va començar a subsidiar grups d'afeccionats que, en ple caos del KoB, estaven disposats a moure's per tot el camp. Preocupat pel comportament racista dels afeccionats del KoB, el propi club —a través del seu president, Michel Denisot— va fomentar la creació d'un Kop rival a l'altre extrem, l'Auteuil, presumiblement per a marginar als violents. I així, la Supras Auteuil i el Tigris Mystic, van aparèixer en la dècada de 1990. Tanmateix, això va donar lloc a un nou problema, perquè la zona Auteuil es va convertir en llar dels multiculturals aficionats del Paris Saint-Germain que van ser rebutjats pel KoB, afició ultra predominantment de raça blanca. Malgrat les mesures provisionals per a desintegrar el KoB, la violència va augmentar. Els incidents ocorrien allà on viatjava el PSG i es va multiplicar amb l'aparició dels Auteuil. A diferència del model anglès del KoB, els aficionats d'Auteuil estilitzaven la seva metodologia en el model italià dels tifosi. L'assistència mitjana en el Parc dels Prínceps es va disparar, però la violència va continuar amb ferits i detinguts, especialment a Le Classique contra l'etern rival, el Marsella. A més, el grup del KoB dels Nois de Boulogne, va lluitar al llarg de la dècada de 1990 i principis de 2000 amb els afeccionats dels clubs de tot Europa.
Els afeccionats del Paris Saint-Germain, fins i tot, han assassinat durant la seva època en el club. Després d'un partit de Copa de la UEFA el 2006 davant l'Hapoel Tel Aviv FC en el Parc dels Prínceps, el membre del KoB Julien Quemener va ser assassinat a tirs per un policia tractant de protegir a un afeccionat jueu del Hapoel que estava sent atacat. El KoB també va desplegar una pancarta en la qual es referia als afeccionats del RC Lens com a "pedòfils, incestuosos i aturats" durant la final de la Copa de la Lliga 2008. L'episodi va portar a la dissolució dels Nois de Boulogne, un dels més antics grups de hooligans a França. No obstant això, l'especificitat d'afeccionats del PSG és que passen més temps barallant-se uns contra uns altres que de lluitar contra les aficions dels altres equips. El KoB primer va dirigir la seva ira contra els Tigris Mystic, que es van dissoldre el 2006 com a conseqüència dels atacs. La violència va ressorgir el 2009, quan la ira del KoB va ser contra els Supras Auteuil, que va respondre de la mateixa manera. Abans d'un partit de lliga contra el Marsella el 2010, els membres de l'Auteuil van assassinar al membre del KoB Yann Lorence. L'esdeveniment va donar lloc a la dissolució dels Supras Auteuil. El Paris Saint-Germain havia perdut els seus dos grups principals de seguidors en un espai de dos anys. De la mateixa manera, el club va llançar "Tous PSG" (o "Pla Leproux"), un pla de lluita contra la violència que aniquila tots els grups d'afeccionats a l'estadi. De fet, una de les decisions va ser la dissolució de tots els grups ultres o racistes del club, mesura d'erradicació de la violència en la qual van col·laborar les autoritats governamentals de França. Amb aquest pla, el club havia "perdut la seva ànima". El 2016, els grups ultres d'Auteuil (que van sobreviure al Pla Leproux) van crear el "Collectif Ultres Paris" (CUP) que reuneix molts ex ultres i nous aficionats. Al setembre el club va permetre als membres del CUP de tornar al Parc, va ser la primera vegada des de 2010 que els ultres van ocupar l'estadi, avui, l'Auteuil és de nou una tribuna dels "Ultres".

### Torneig de París
El Tournoi de Paris, també conegut com a Trophée de Paris, és una competició de futbol de pre-temporada organitzada pel club francès Paris Saint-Germain en el seu estadi Parc dels Prínceps, a París, França. El torneig va ser fundat el 1957 pels antics amfitrions del Racing de París per a celebrar el seu 25è aniversari.
Considerat com el torneig amistós més prestigiós del futbol francès, el Torneig de París es va dur a terme anualment cada estiu entre 1957 i 1966 per competir a París. Va tornar breument el 1973 amb els amfitrions nous, el Paris FC. El 1975, l'amfitrió actual Paris Saint-Germain va rellançar amb èxit la competició. Després d'un període quasi ininterromput de 18 anys (L'edició de 1990 no es va celebrar), el PSG va abandonar el torneig el 1993 per raons financeres.
No obstant això, el Paris SG va reviure el Tournoi de Paris el 2010 per a commemorar el 40è aniversari del club. Per a commemorar l'ocasió, el PSG també va donar a conèixer "Allez Paris Saint-Germain", a l'estil de "Go West" de Village People, i Germain the Lynx com a himne oficial i mascota, respectivament.
De 1957 a 1993, el Tournoi de Paris es va jugar en format eliminatori. Quatre equips (Inclosos els amfitrions) van participar en la competició, que va comptar amb dues semifinals, un play-off de tercer lloc i una final. Modelatge de la Copa d'Unió dels Emirats Àrabs de l'Arsenal, la competència va canviar a un format d'etapa de grup per a l'edició de 2010. No celebrat el 2011, el PSG ho va rebatejar com a Trofeu de París el 2012. Va presentar un únic partit de prestigi. Aquesta va ser l'última edició del torneig fins avui.
L'equip brasiler Vasco da Gama va guanyar el torneig inaugural de París el 1957. El Paris Saint-Germain és el club més reeixit en la història de la competició, havent alçat el trofeu en set ocasions. La part parisenca va guanyar el seu primer títol el 1980 i el seu èxit més recent va ser el 1993.
L'equip belga Anderlecht es va fer amb el títol en tres ocasions, mentre que l'altre club francès, el Racing de París i els brasilers Santos i Fluminense són els únics altres equips que han guanyat la competència més d'una vegada. Els rivals del PSG, l'Olympique de Marsella, formen part d'un grup de clubs que han guanyat el torneig una vegada. El Girondins de Bordeus (2010) i el FC Barcelona (2012) van guanyar les dues últimes edicions. Des de l'inici del torneig, els guanyadors han rebut diferents trofeus.

## Rivalitats

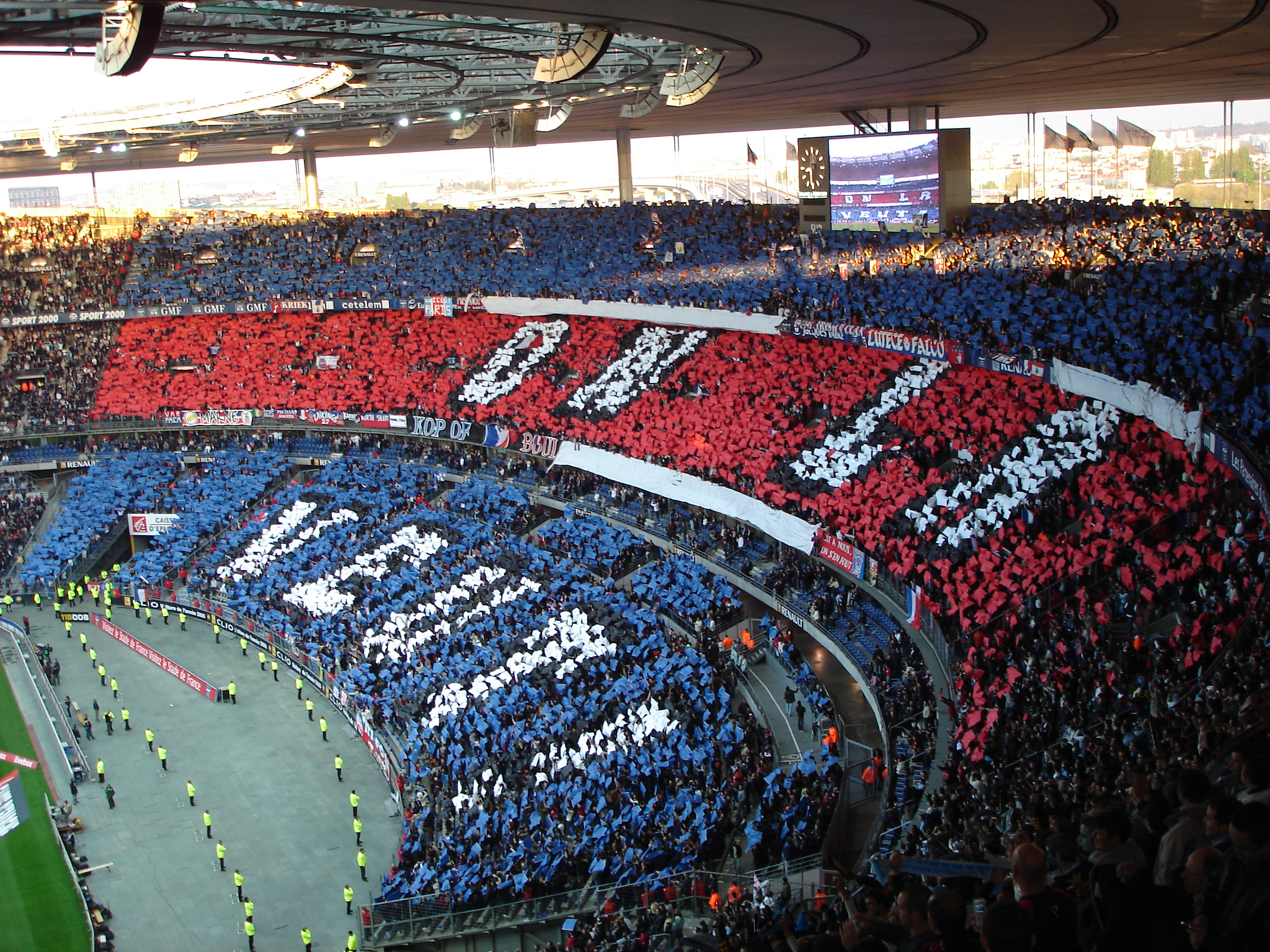
Aficionats del PSG a la final de la Copa de França de 2006.

El tradicional rival del club és l'Olympique de Marsella, amb qui disputa el partit més important del futbol francès, Le Classique, també conegut com a Derby de France o Le Classico. Aquests partits van aconseguir major notorietat durant la dècada de 1980 i començaments de 1990. Canal+ i Bernard Tapie van promoure aquests enfrontaments entre els dos clubs, per la qual cosa es van convertir en partits d'interès per a tots els afeccionats al futbol francès. La tensió entre els afeccionats de l'OM i del PSG és llegendària, i tots dos clubs compten amb estadis de classe mundial, l'Stade Vélodrome i el Parc dels Prínceps, respectivament. Els diversos grups ultra de Marsella i els parisencs s'han odiat i combatut entre ells al llarg dels anys i en els partits es prenen importants mesures de seguretat per a evitar enfrontaments entre ells.
Com totes les grans rivalitats, la rivalitat entre el Paris Saint-Germain i l'Olympique de Marsella s'estén fora del terreny de joc, ja que París i Marsella són les dues ciutats més grans de França, mentre que tots dos són els clubs de futbol més reeixits i influents del país que han guanyat, entre els dos, 15 títols de Ligue 1, 21 Copes de França, 10 Copes de la Lliga i 10 supercopes de França. Tots dos clubs també són els únics clubs francesos a haver-hi guanyat un trofeu europeu important: el PSG va guanyar la Recopa d'Europa de futbol el 1996 i l'Olympique de Marsella va guanyar la Lliga de Campions el 1993. Els dos van ser els equips dominants abans de l'aparició de l'Olympique de Lió en el segle XXI. Malgrat les seves irregularitats, el PSG i l'OM segueixen sent, juntament amb l'AS Saint-Étienne, els únics clubs francesos amb una forta base de fans lleial i apassionada.

## Palmarès
- Lliga de Campions de la UEFA (1)
  - 2025
- Recopa d'Europa de futbol (1)
  - 1996
- Copa Intertoto (1)
  - 2001
- Ligue 1 (13)
  - 1986, 1994, 2013, 2014, 2015, 2016, 2018, 2019, 2020, 2022, 2023, 2024, 2025
- Copa francesa de futbol (16)
  - 1982, 1983, 1993, 1995, 1998, 2004, 2006, 2010, 2015, 2016, 2017, 2018, 2020, 2021, 2024, 2025
- Copa de la Lliga francesa de futbol (9)
  - 1995, 1998, 2008, 2014, 2015, 2016, 2017, 2018, 2020
- Supercopa francesa de futbol (13)
  - 1995, 1998, 2013, 2014, 2015, 2016, 2017, 2018, 2019, 2020, 2022, 2023, 2024
- Ligue 2 (1)
  - 1971

## Jugadors

### Plantilla 2024-2025
A 3 juliol 2025.
| N. | Pos. | Nac. | Jugador                          |
| -- | ---- | --- | -------------------------------- |
| 1  | POR  | [[Fitxer:Flag of Italy.svg\|23x15px\|border \|alt=Itàlia\|link=Selecció de futbol d'Itàlia\|{{#if:\|]]                          | Gianluigi Donnarumma (2n capità) |
| 2  | DEF  | [[Fitxer:Flag of Morocco.svg\|23x15px\|border \|alt=Marroc\|link=Selecció de futbol del Marroc\|{{#if:\|]]                      | Achraf Hakimi (2n capità)        |
| 3  | DEF  | [[Fitxer:Flag of France (1794–1815, 1830–1974).svg\|23x15px\|border \|alt=França\|link=Selecció de futbol de França\|{{#if:\|]] | Presnel Kimpembe (2n capità)     |
| 4  | DEF  | [[Fitxer:Flag of Brazil.svg\|23x15px\|border \|alt=Brasil\|link=Selecció de futbol del Brasil\|{{#if:\|]]                       | Lucas Beraldo                    |
| 5  | DEF  | [[Fitxer:Flag of Brazil.svg\|23x15px\|border \|alt=Brasil\|link=Selecció de futbol del Brasil\|{{#if:\|]]                       | Marquinhos (capità)              |
| 7  | DAV  | [[Fitxer:Flag of Georgia.svg\|23x15px\|border \|alt=Geòrgia\|link=Selecció de futbol de Geòrgia\|{{#if:\|]]                     | Khvicha Kvaratskhelia            |
| 8  | MIG  | [[Fitxer:Flag of Spain.svg\|23x15px\|border \|alt=Espanya\|link=Selecció de futbol d'Espanya\|{{#if:\|]]                        | Fabián Ruiz                      |
| 9  | DAV  | [[Fitxer:Flag of Portugal.svg\|23x15px\|border \|alt=Portugal\|link=Selecció de futbol de Portugal\|{{#if:\|]]                  | Gonçalo Ramos                    |
| 10 | DAV  | [[Fitxer:Flag of France (1794–1815, 1830–1974).svg\|23x15px\|border \|alt=França\|link=Selecció de futbol de França\|{{#if:\|]] | Ousmane Dembélé                  |
| 14 | DAV  | [[Fitxer:Flag of France (1794–1815, 1830–1974).svg\|23x15px\|border \|alt=França\|link=Selecció de futbol de França\|{{#if:\|]] | Désiré Doué                      |
| 17 | MIG  | [[Fitxer:Flag of Portugal.svg\|23x15px\|border \|alt=Portugal\|link=Selecció de futbol de Portugal\|{{#if:\|]]                  | Vitinha                          |
| 19 | MIG  | [[Fitxer:Flag of South Korea.svg\|23x15px\|border \|alt=Corea del Sud\|link=Selecció de futbol de Corea del Sud\|{{#if:\|]]     | Lee Kang-in                      |
| 20 | MIG  | [[Fitxer:Flag of Brazil.svg\|23x15px\|border \|alt=Brasil\|link=Selecció de futbol del Brasil\|{{#if:\|]]                       | Gabriel Moscardo                 |

| N. | Pos. | Nac. | Jugador            |
| -- | ---- | --- | ------------------ |
| 21 | DEF  | [[Fitxer:Flag of France (1794–1815, 1830–1974).svg\|23x15px\|border \|alt=França\|link=Selecció de futbol de França\|{{#if:\|]] | Lucas Hernandez    |
| 24 | MIG  | [[Fitxer:Flag of France (1794–1815, 1830–1974).svg\|23x15px\|border \|alt=França\|link=Selecció de futbol de França\|{{#if:\|]] | Senny Mayulu       |
| 25 | DEF  | [[Fitxer:Flag of Portugal.svg\|23x15px\|border \|alt=Portugal\|link=Selecció de futbol de Portugal\|{{#if:\|]]                  | Nuno Mendes        |
| 29 | DAV  | [[Fitxer:Flag of France (1794–1815, 1830–1974).svg\|23x15px\|border \|alt=França\|link=Selecció de futbol de França\|{{#if:\|]] | Bradley Barcola    |
| 33 | MIG  | [[Fitxer:Flag of France (1794–1815, 1830–1974).svg\|23x15px\|border \|alt=França\|link=Selecció de futbol de França\|{{#if:\|]] | Warren Zaïre-Emery |
| 39 | POR  | [[Fitxer:Flag of Russia.svg\|23x15px\|border \|alt=Rússia\|link=Selecció de futbol de Rússia\|{{#if:\|]]                        | Matvey Safonov     |
| 43 | DEF  | [[Fitxer:Flag of France (1794–1815, 1830–1974).svg\|23x15px\|border \|alt=França\|link=Selecció de futbol de França\|{{#if:\|]] | Noham Kamara       |
| 49 | DAV  | [[Fitxer:Flag of France (1794–1815, 1830–1974).svg\|23x15px\|border \|alt=França\|link=Selecció de futbol de França\|{{#if:\|]] | Ibrahim Mbaye      |
| 50 | POR  | [[Fitxer:Flag of France (1794–1815, 1830–1974).svg\|23x15px\|border \|alt=França\|link=Selecció de futbol de França\|{{#if:\|]] | Lucas Lavallée     |
| 51 | DEF  | [[Fitxer:Flag of Ecuador.svg\|23x15px\|border \|alt=Equador\|link=Selecció de futbol de l'Equador\|{{#if:\|]]                   | Willian Pacho      |
| 80 | POR  | [[Fitxer:Flag of Catalonia.svg\|23x15px\|border \|alt=Catalunya\|link=Selecció de futbol de Catalunya\|{{#if:\|]]               | Arnau Tenas        |
| 87 | MIG  | [[Fitxer:Flag of Portugal.svg\|23x15px\|border \|alt=Portugal\|link=Selecció de futbol de Portugal\|{{#if:\|]]                  | João Neves         |

## Jugadors històrics destacats
Categoria principal: Futbolistes del Paris Saint-Germain
| - Nicolas Anelka - Jocelyn Angloma - Sylvain Armand - Dominique Baratelli - Dominique Bathenay - Joël Bats - Michel Bibard - Mathieu Bodmer - Daniel Bravo - Zoumana Camara - Benoît Cauet - Édouard Cissé - José Cobos - Grégory Coupet - Frédéric Déhu - Vikash Dhorasoo - Sylvain Distin - Jean Djorkaeff - Youri Djorkaeff - Didier Domi - Luis Fernández - Laurent Fournier - Kévin Gameiro - David Ginola - Ludovic Giuly | - Vincent Guérin - Guillaume Hoarau - Gérard Janvion - Antoine Kombouaré - Bernard Lama - Mickaël Landreau - Paul Le Guen - Jean-Claude Lemoult - Jérôme Leroy - Lionel Letizi - Patrice Loko - Peter Luccin - Peguy Luyindula - Claude Makélélé - Blaise Matuidi - Bruno N'Gotty - Christian Perez - Jean-Marc Pilorget - Lionel Potillon - Fabrice Poullain - Laurent Robert - Alain Roche - Dominique Rocheteau - Jérôme Rothen - Mamadou Sakho | - Lorik Cana - Christian Wörns - Ali Benarbia - Mohamed Benhamou - Mustapha Dahleb - David Beckham - Osvaldo Ardiles - Carlos Bianchi - Gabriel Calderón - Marcelo Gallardo - Gabriel Heinze - Ezequiel Lavezzi - Javier Pastore - Mauricio Pochettino - Juan Pablo Sorín - Ceará - Christian - David Luiz - Leonardo - Maxwell - Lucas Moura - Nenê - Raí - Ricardo Gomes - Ronaldinho | - Valdo - Modeste M'Bami - Mario Yepes - François M'Pelé - Serge Aurier - Bonaventure Kalou - Cristóbal - Mikel Arteta - Mordechai Spiegler - Thiago Motta - Marco Simone - Vahid Halilhodžić - Ivica Šurjak - Safet Sušić - Zlatko Vujović - George Weah - Mohamed Sissoko - Sammy Traoré - Talal El Karkouri - Branko Bošković - Jay Jay Okocha - Kees Kist - Julio César Dely Valdés - Humberto Coelho - Hugo Leal | - Pauleta - David Rozehnal - Serguei Semak - Ígor Yanovski - Sarr Boubacar - Aliou Cissé - Oumar Sène - Milan Biševac - Mateja Kežman - Danijel Ljuboja - Zlatan Ibrahimović - Mevlüt Erdinç - Nabatingue Toko - Diego Lugano - Cristian Rodríguez |

## Entrenadors
| - Pierre Phelipon (1970-72) - Robert Vicot (1972-75) - Just Fontaine (1973-76) - Velibor Vasović (1976-77 & 1978-79) - Jean-Michel Larqué (1977-78) - Pierre Alonzo (1976-77 & 1978-80) - Georges Peyroche (1979-83 & 1984-85) - Lucien Leduc (1983-84) - Christian Coste (1984-85) - Gérard Houllier (1985-88) - Erick Mombaerts (1988) - Tomislav Ivić (1988-90) - Henri Michel (1990-91) | - Artur Jorge (1991-94 & 1998-99) - Luis Fernández (1994-96 & 2000-03) - Ricardo Gomes (1996-98) - Alain Giresse (1998) - Philippe Bergeroo (1999-00) - Vahid Halilhodžić (2003-05) - Laurent Fournier (2005-06) - Guy Lacombe (2006-07) - Paul Le Guen (2007-09) - Antoine Kombouaré (2009-11) - Carlo Ancelotti (2011-13) - Laurent Blanc (2013-16) - Unai Emery (2016-18) | - Thomas Tuchel (2018-2020) - Mauricio Pochettino (2021-2022) - Christophe Galtier (2022-2023) - Luis Enrique (2023-) |

## Galeria d'imatges

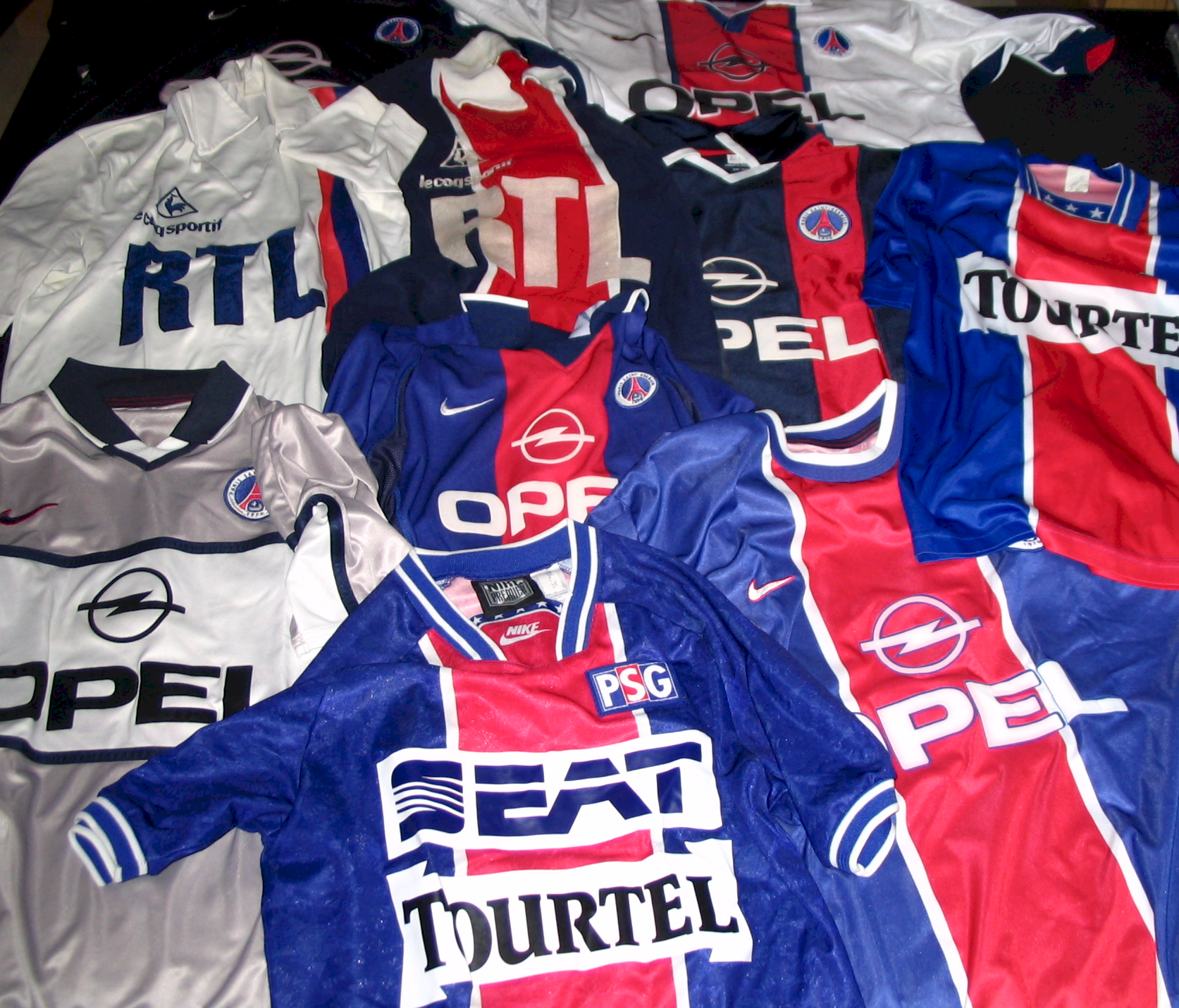
Samarretes
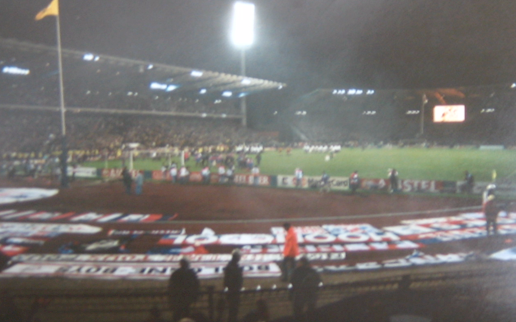
PSG-Rapid Viena 1996, final C2
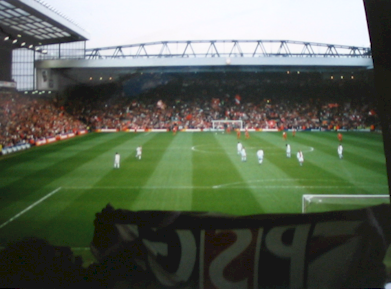
Liverpool FC-PSG 1997, 1/2 final C2
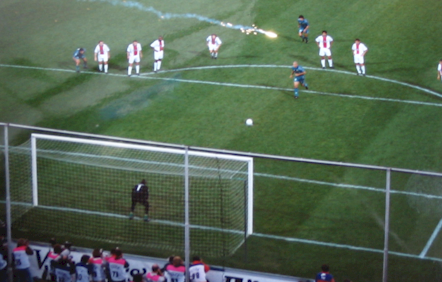
PSG-Barcelona 1997, final C2
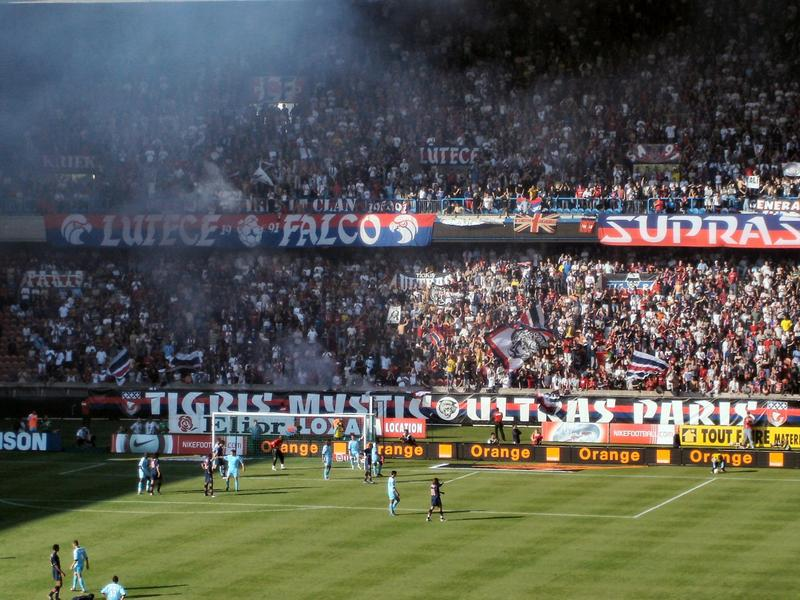
PSG-SM Caen 2004
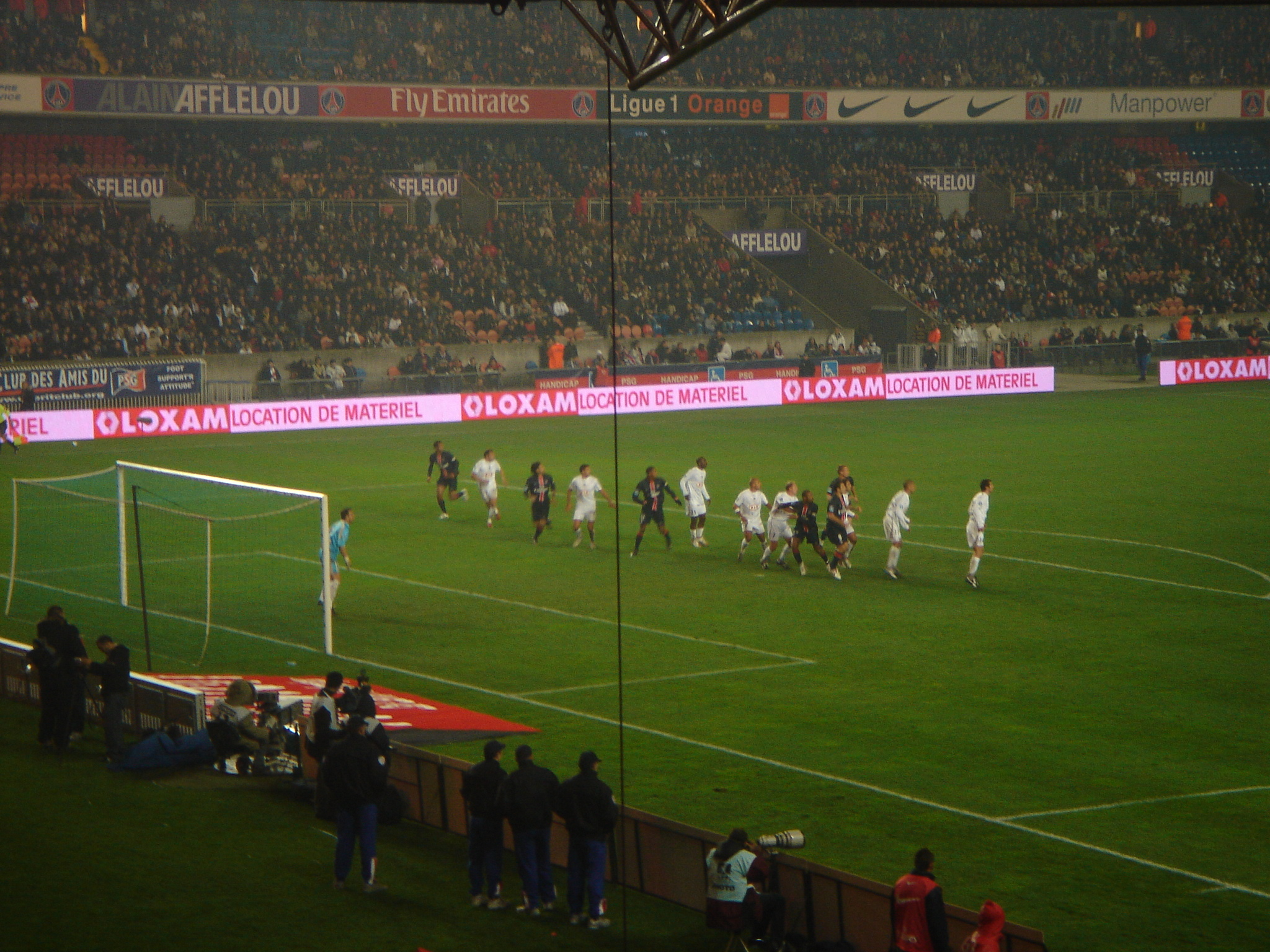
PSG-Bordeaux 2006
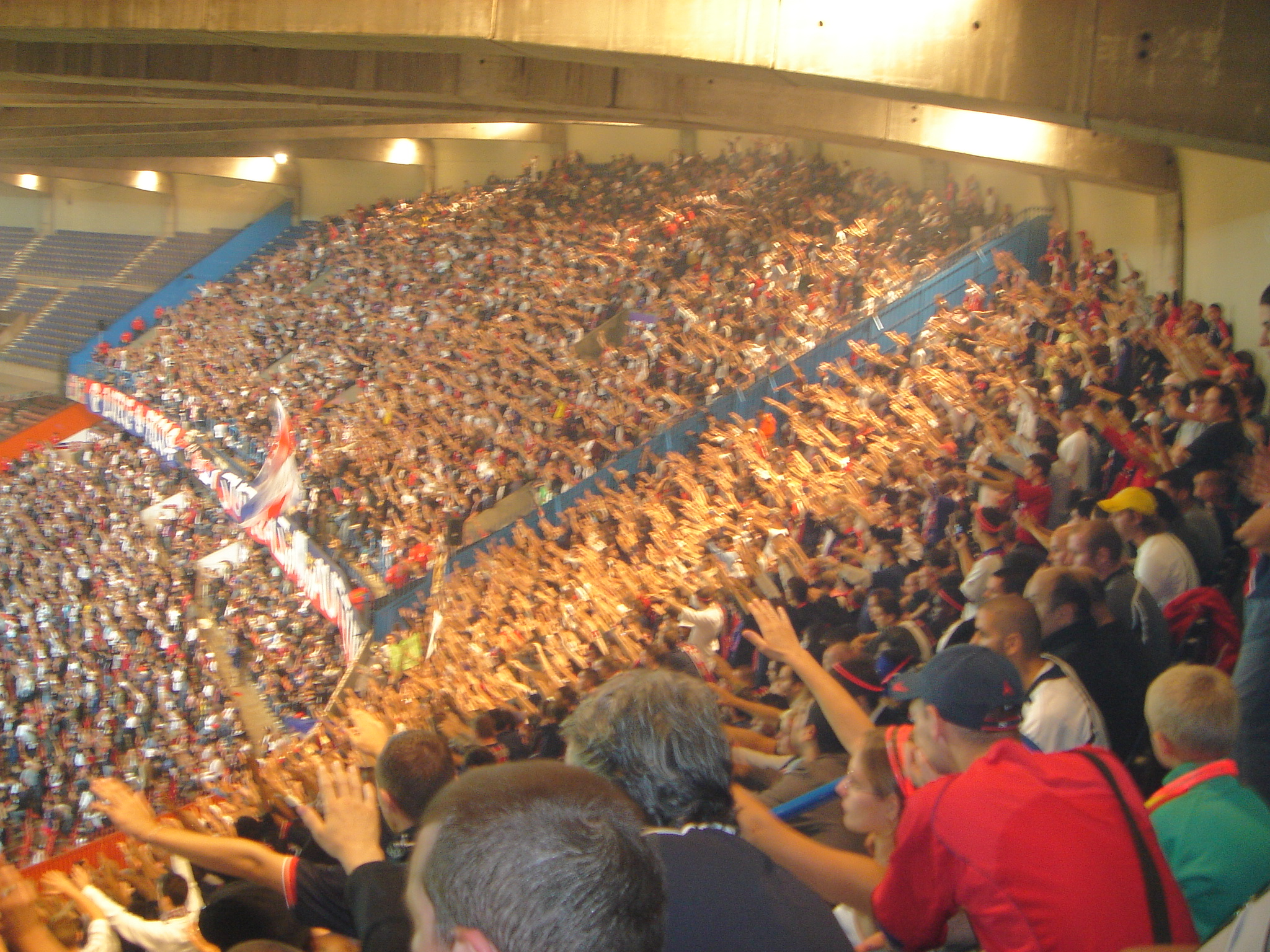
PSG-AS Nancy 2006